# Gretxànaia Balka
Gretxànaia Balka - Гречаная Балка (rus) és un khútor del krai de Krasnodar, a Rússia. Es troba a la vora d'un afluent per l'esquerra del riu Kirpili. És a 20 km al nord-oest de Kalíninskaia i a 77 km al nord-oest de Krasnodar.
Pertanyen a aquest khútor els khútors de Redant, Malai, Stepnoi, Masxenski, Greki i Mogukorovka i els possiolki de Mirni i Rogatxevski.